# Celiptera thericles
Celiptera thericles är en fjärilsart som beskrevs av William Schaus 1914. Celiptera thericles ingår i släktet Celiptera och familjen nattflyn. Inga underarter finns listade i Catalogue of Life.